# Суґіта Ґемпаку
Суґіта Ґемпаку (яп. 杉田玄白, すぎたげんぱく; 20 жовтня 1733 ― 1 червня 1817) — японський лікар періоду Едо. Знавець європейської хірургії та анатомії. Представник наукової течії ранґаку. Засновник приватної школи західних наук Тенсінро. Псевдоніми — Ісаї (斎) та Кюко (九幸).

## Короткі відомості
Суґіта Ґемпаку народився 20 жовтня 1733 в Едо, в родині лікаря. Його батько, Суґіта Ґемпо, служив в Обама-хані провінції Вакаса. Мати померла при пологах. Ґемпаку　збирався продовжити справу свого батька, тому змалечку почав вивчати медицину. Його наставниками з китаєзнавства був Міясе Рюмон, а вчителем з європейської хірургії — Нісі Ґен'ї, лікар сьоґунату Токуґава. По завершенню навчання Ґемпаку поступив на батьківську службу і 1752 року став ханським лікарем.
З 1771 року Ґемпаку почав проводити розтини трупів для вивчення людської анатомії. 1774 року спільно із лікарем Маено Рьотаку, він здійснив переклад голландської праці «Ontleedkundige Tafelen», яку назвав «Новий підручник анатомії». Це була перша наукова праця з анатомії в Японії. Її видання поклало початок західній академічній медицині в Японії і сприяло популяризації ранґаку.
Протягом життя Ґемпаку видав біографічну працю «Початки ранґаку» 1815 року. Він помер 1 червня 1817 року.